# Boerhavia ciliata
Boerhavia ciliata är en underblomsväxtart som beskrevs av Townshend Stith Brandegee. Boerhavia ciliata ingår i släktet Boerhavia och familjen underblomsväxter. Inga underarter finns listade i Catalogue of Life.